# Дългокорубеста костенурка
Дългокорубестите костенурки (Testudo marginata), наричани също обрязани сухоземни костенурки, са вид влечуги от семейство Сухоземни костенурки (Testudinidae).
Разпространени са в южната част на Гърция и отделни изолирани области на Балканите и в Италия. Достигащи дължина 35 сантиметра и маса 5 килограма, те са най-едрите костенурки в Европа и имат характерен назъбен ръб на черупката. Хранят се главно с растителна храна.